# جون غراهام (لاعب هوكي الجليد)
جون غراهام (بالإنجليزية: John Grahame)‏ (و. 1975  م) هو لاعب هوكي الجليد، من الولايات المتحدة، ولد في دنفر، شارك في الألعاب الأولمبية الشتوية 2006، مركز لعبه هو حارس مرمى ‏.

## التعليم
تعلم في جامعة ليك سوبيريور ‏.

## جوائز
حصل على جوائز منها:
- كأس ستانلي.

## روابط خارجية
- جون غراهام على موقع دوري الهوكي الوطني (الإنجليزية)
- جون غراهام على موقع EliteProspects.com (الإنجليزية)
- جون غراهام على موقع Eurohockey.com (الإنجليزية)
- جون غراهام على موقع HockeyDB.com (الإنجليزية)
- جون غراهام على موقع Hockey-Reference.com (الإنجليزية)
- جون غراهام على موقع أوليمبيديا (الإنجليزية)